# Список спортсменов, лишённых олимпийских медалей
Ниже представлен список спортсменов, лишённых Международным олимпийским комитетом (МОК) олимпийских наград.
МОК, действующий на основании Олимпийской хартии, является органом, отвечающим за проведение Олимпийских игр, формированием их правил и принципов проведения. МОК имеет полномочия в одностороннем порядке, в случае нарушения спортсменом правил Олимпийских игр, лишить его уже вручённой награды. В случае если спортсмен являлся членом команды, награды лишаются и остальные члены команды (на практике в ряде случаев бывают исключения).
Основная часть перечисленных в списке спортсменов была лишена наград за употребление допинга.
В редких случаях МОК может отменить постановление о лишении награды и вновь вернуть её атлету. Такие случаи перечислены во второй таблице.
На 2016 год решением МОК были лишены олимпийских наград 115 спортсменов (команд), из них в одиннадцати случаях награда была возвращена обратно; таким образом, лишёнными олимпийской награды являются 104 спортсмена (команды). Наибольшее количество раз олимпийских наград лишались тяжелоатлеты — 38 раз (случаев возврата награды не было) и легкоатлеты — 37 раз (из них в 6 случаях медаль была возвращена), также часты случаи лишения наград в лыжных гонках и велоспорте.
Наибольшее количество раз аннулировались награды  летних Олимпийских игр 2008 года — 26 наград (из них в 2 случаях медаль была возвращена) и летних Олимпийских игр 2012 года — 24 награды (случаев возврата награды не было).

## Список спортсменов (команд), лишённых решением МОК олимпийских медалей
По данным на 10 декабря 2016 года.
| Олимпиада           | Атлет                                              | Страна               | Награда | Спортивный вид                                          | Причина |
| ------------------- | -------------------------------------------------- | -------------------- | ------- | ------------------------------------------------------- | --- |
| 1968 Мехико         | Сборная в пятиборье (Ханс-Гуннар Лиенвалль)        | Швеция               | Бронза  | Современное пятиборье, командные соревнования           | Допинг (алкоголь) |
| 1972 Мюнхен         | Бахвайн Буядаа                                     | Монголия             | Серебро | Дзюдо, до 63 кг                                         | Допинг |
| 1972 Мюнхен         | Хайме Уэламо                                       | Испания              | Бронза  | Велоспорт, групповая гонка                              | Допинг |
| 1972 Мюнхен         | Велокоманда (Ад ван ден Хук)                       | Нидерланды           | Бронза  | Велоспорт, командная гонка                              | Допинг. |
| 1972 Мюнхен         | Рик Демонт                                         | США                  | Золото  | Плавание, 400 м вольным стилем                          | Допинг |
| 1976 Монреаль       | Благой Благоев                                     | Болгария             | Серебро | Тяжёлая атлетика, до 82,5 кг                            | Допинг |
| 1976 Монреаль       | Збигнев Качмарек                                   | Польша               | Золото  | Тяжёлая атлетика, до 67,5 кг                            | Допинг |
| 1976 Монреаль       | Валентин Христов                                   | Болгария             | Золото  | Тяжёлая атлетика, до 100 кг                             | Допинг |
| 1984 Лос-Анджелес   | Томас Йоханссон                                    | Швеция               | Серебро | Греко-римская борьба, свыше 100 кг                      | Допинг |
| 1984 Лос-Анджелес   | Мартти Вайнио                                      | Финляндия            | Серебро | Лёгкая атлетика, 10 000 м                               | Допинг |
| 1988 Сеул           | Митко Граблев                                      | Болгария             | Золото  | Тяжёлая атлетика, до 56 кг                              | Допинг |
| 1988 Сеул           | Ангел Генчев                                       | Болгария             | Золото  | Тяжёлая атлетика, до 67,5 кг                            | Допинг |
| 1988 Сеул           | Бен Джонсон                                        | Канада               | Золото  | Лёгкая атлетика, 100 м                                  | Допинг |
| 1988 Сеул           | Андор Саньи                                        | Венгрия              | Золото  | Тяжёлая атлетика, до 100 кг                             | Допинг |
| 1992 Барселона      | Ибрагим Самадов                                    | Объединённая команда | Бронза  | Тяжёлая атлетика, до 82,5 кг                            | За отказ принять медаль на церемонии награждения |
| 2000 Сидней         | Ашот Даниелян                                      | Армения              | Бронза  | Тяжёлая атлетика, свыше 105 кг                          | Допинг |
| 2000 Сидней         | Изабела Драгнева                                   | Болгария             | Золото  | Тяжёлая атлетика, до 48 кг                              | Допинг |
| 2000 Сидней         | Иван Иванов                                        | Болгария             | Серебро | Тяжёлая атлетика, до 56 кг                              | Допинг |
| 2000 Сидней         | Марион Джонс                                       | США                  | Золото  | Лёгкая атлетика, 100 м                                  | Допинг |
| 2000 Сидней         | Марион Джонс                                       | США                  | Золото  | Лёгкая атлетика, 200 м                                  | Допинг |
| 2000 Сидней         | Марион Джонс                                       | США                  | Золото  | Лёгкая атлетика, эстафета 4×400 м                       | Допинг |
| 2000 Сидней         | Марион Джонс                                       | США                  | Бронза  | Лёгкая атлетика, прыжки в длину                         | Допинг |
| 2000 Сидней         | Марион Джонс                                       | США                  | Бронза  | Лёгкая атлетика, эстафета 4×100 м                       | Допинг |
| 2000 Сидней         | Александр Лайпольд                                 | Германия             | Золото  | Вольная борьба, до 76 кг                                | Допинг |
| 2000 Сидней         | Севдалин Минчев                                    | Болгария             | Бронза  | Тяжёлая атлетика, до 62 кг                              | Допинг |
| 2000 Сидней         | Андрея Рэдукан                                     | Румыния              | Золото  | Спортивная гимнастика, многоборье, личное первенство    | Допинг |
| 2000 Сидней         | Эстафетная команда (Антонио Петтигрю и Джером Янг) | США                  | Золото  | Лёгкая атлетика, эстафета 4×400 м                       | Допинг |
| 2000 Сидней         | Гимнастическая сборная (Дун Фансяо)                | Китай                | Бронза  | Спортивная гимнастика, многоборье, командное первенство | Фальсификация возрастных данных спортсменки |
| 2000 Сидней         | Лэнс Армстронг                                     | США                  | Бронза  | Велоспорт, шоссейная гонка с раздельного старта         | Допинг |
| 2002 Солт-Лейк-Сити | Алан Бакстер                                       | Великобритания       | Бронза  | Горнолыжный спорт, слалом                               | Допинг |
| 2002 Солт-Лейк-Сити | Ольга Данилова                                     | Россия               | Золото  | Лыжные гонки, гонка преследования                       | Допинг |
| 2002 Солт-Лейк-Сити | Ольга Данилова                                     | Россия               | Серебро | Лыжные гонки, гонка на 10 км                            | Допинг |
| 2002 Солт-Лейк-Сити | Лариса Лазутина                                    | Россия               | Золото  | Лыжные гонки, гонка на 30 км                            | Допинг |
| 2002 Солт-Лейк-Сити | Лариса Лазутина                                    | Россия               | Серебро | Лыжные гонки, гонка на 15 км                            | Допинг |
| 2002 Солт-Лейк-Сити | Лариса Лазутина                                    | Россия               | Серебро | Лыжные гонки, гонка преследования                       | Допинг |
| 2002 Солт-Лейк-Сити | Йохан Мюлегг                                       | Испания              | Золото  | Лыжные гонки, гонка на 50 км                            | Допинг |
| 2002 Солт-Лейк-Сити | Йохан Мюлегг                                       | Испания              | Золото  | Лыжные гонки, гонка на 30 км                            | Допинг |
| 2002 Солт-Лейк-Сити | Йохан Мюлегг                                       | Испания              | Золото  | Лыжные гонки, гонка преследования                       | Допинг |
| 2004 Афины          | Адриан Аннуш                                       | Венгрия              | Золото  | Лёгкая атлетика, метание молота                         | Допинг |
| 2004 Афины          | Юрий Белоног                                       | Украина              | Золото  | Лёгкая атлетика, толкание ядра                          | Допинг |
| 2004 Афины          | Кристал Кокс                                       | США                  | Золото  | Лёгкая атлетика, эстафета 4×100 м                       | Допинг |
| 2004 Афины          | Роберт Фазекаш                                     | Венгрия              | Золото  | Лёгкая атлетика, метание диска                          | Допинг |
| 2004 Афины          | Ференц Дьюркович                                   | Венгрия              | Серебро | Тяжёлая атлетика, до 105 кг                             | Допинг |
| 2004 Афины          | Тайлер Хэмилтон                                    | США                  | Золото  | Велоспорт, шоссейная гонка с раздельного старта         | Допинг |
| 2004 Афины          | Ирина Коржаненко                                   | Россия               | Золото  | Лёгкая атлетика, толкание ядра                          | Допинг |
| 2004 Афины          | Светлана Кривелёва                                 | Россия               | Бронза  | Лёгкая атлетика, толкание ядра                          | Допинг |
| 2004 Афины          | Киан О’Коннор                                      | Ирландия             | Золото  | Конный спорт, конкур, индивидуальное первенство         | Допинг |
| 2004 Афины          | Олег Перепечёнов                                   | Россия               | Бронза  | Тяжёлая атлетика, до 77 кг                              | Допинг |
| 2004 Афины          | Леонидас Сампанис                                  | Греция               | Бронза  | Тяжёлая атлетика, до 62 кг                              | Допинг |
| 2004 Афины          | Сборная команда (Людгер Бербаум)                   | Германия             | Золото  | Конный спорт, конкур командное первенство               | В крови его лошади Голдфевер обнаружены запрещённые вещества, команда Германии после пересчёта очков лишилась золотых медалей и переместилась на третье место |
| 2004 Афины          | Команда по гребле (Елена Олефиренко)               | Украина              | Бронза  | Академическая гребля, четвёрка парная                   | Допинг |
| 2004 Афины          | Иван Тихон                                         | Беларусь             | Серебро | Лёгкая атлетика, метание молота                         | Допинг |
| 2004 Афины          | Ирина Ятченко                                      | Беларусь             | Бронза  | Лёгкая атлетика, метание диска                          | Допинг |
| 2006 Турин          | Ольга Пылёва                                       | Россия               | Серебро | Биатлон, гонка на 15 км                                 | Допинг |
| 2008 Пекин          | Мария Абакумова                                    | Россия               | Серебро | Лёгкая атлетика, метание копья                          | Допинг |
| 2008 Пекин          | Ара Абрахамян                                      | Швеция               | Бронза  | Греко-римская борьба, до 84 кг                          | За нарушение правил Олимпийской хартии, проявленных на церемонии награждения (бросил медаль на пол)                                                           |
| 2008 Пекин          | Хаджимурат Аккаев                                  | Россия               | Бронза  | Тяжёлая атлетика, до 94 кг                              | Допинг |
| 2008 Пекин          | Денис Алексеев                                     | Россия               | Бронза  | Лёгкая атлетика, эстафета 4×400 м                       | Допинг |
| 2008 Пекин          | Хасан Бароев                                       | Россия               | Серебро | Греко-римская борьба, до 120 кг                         | Допинг |
| 2008 Пекин          | Людмила Блонская                                   | Украина              | Серебро | Лёгкая атлетика, семиборье                              | Допинг |
| 2008 Пекин          | Екатерина Волкова                                  | Россия               | Бронза  | Лёгкая атлетика, 3000 метров с/п                        | Допинг |
| 2008 Пекин          | Мария Грабовецкая                                  | Казахстан            | Бронза  | Тяжёлая атлетика, свыше 75 кг                           | Допинг |
| 2008 Пекин          | Наталья Давыдова                                   | Украина              | Бронза  | Тяжёлая атлетика, до 69 кг                              | Допинг |
| 2008 Пекин          | Хрисопия Деветци                                   | Греция               | Бронза  | Лёгкая атлетика, тройной прыжок                         | Допинг |
| 2008 Пекин          | Надежда Евстюхина                                  | Россия               | Бронза  | Тяжёлая атлетика, до 75 кг                              | Допинг |
| 2008 Пекин          | Илья Ильин                                         | Казахстан            | Золото  | Тяжёлая атлетика, до 94 кг                              | Допинг |
| 2008 Пекин          | Анастасия Капачинская                              | Россия               | Серебро | Лёгкая атлетика, эстафета 4×400 м                       | Допинг |
| 2008 Пекин          | Ким Чон Су                                         | КНДР                 | Бронза  | Стрельба, пистолет, 50 м                                | Допинг |
| 2008 Пекин          | Ким Чон Су                                         | КНДР                 | Серебро | Стрельба, пневматический пистолет, 10 м                 | Допинг |
| 2008 Пекин          | Дмитрий Лапиков                                    | Россия               | Бронза  | Тяжёлая атлетика, до 105 кг                             | Допинг |
| 2008 Пекин          | Асет Мамбетов                                      | Казахстан            | Бронза  | Тяжёлая атлетика, до 96 кг                              | Допинг |
| 2008 Пекин          | Ирина Некрасова                                    | Казахстан            | Серебро | Тяжёлая атлетика, до 63 кг                              | Допинг |
| 2008 Пекин          | Сборная команда (Тони Андре Хансен)                | Норвегия             | Бронза  | Конный спорт, конкур, командное первенство              | В крови его лошади Камиро обнаружены запрещённые вещества, команда Норвегии после пересчёта очков лишилась бронзовых медалей и переместилась на девятое место |
| 2008 Пекин          | Виталий Рагимов                                    | Азербайджан          | Серебро | Греко-римская борьба, до 60 кг                          | Допинг |
| 2008 Пекин          | Рашид Рамзи                                        | Бахрейн              | Золото  | Лёгкая атлетика, 1500 м                                 | Допинг |
| 2008 Пекин          | Татьяна Фирова                                     | Россия               | Серебро | Лёгкая атлетика, эстафета 4×100 м                       | Допинг |
| 2008 Пекин          | Юлия Чермошанская                                  | Россия               | Серебро | Лёгкая атлетика, эстафета 4×100 м                       | Допинг |
| 2008 Пекин          | Анна Чичерова                                      | Россия               | Бронза  | Лёгкая атлетика, прыжки в высоту                        | Допинг |
| 2008 Пекин          | Денис Юрченко                                      | Украина              | Бронза  | Лёгкая атлетика, прыжки с шестом                        | Допинг |
| 2008 Пекин          | Марина Шаинова                                     | Россия               | Серебро | Тяжёлая атлетика, до 58 кг                              | Допинг |
| 2012 Лондон         | Аслы Алптекин                                      | Турция               | Золото  | Лёгкая атлетика, 1500 м                                 | Допинг |
| 2012 Лондон         | Апти Аухадов                                       | Россия               | Серебро | Тяжёлая атлетика, до 85 кг                              | Допинг |
| 2012 Лондон         | Тайсон Гэй                                         | США                  | Серебро | Лёгкая атлетика, эстафета 4×100 м                       | Допинг |
| 2012 Лондон         | Наталья Заболотная                                 | Россия               | Серебро | Тяжёлая атлетика, до 75 кг                              | Допинг |
| 2012 Лондон         | Юлия Зарипова                                      | Россия               | Золото  | Лёгкая атлетика, 3000 метров с/п                        | Допинг |
| 2012 Лондон         | Александр Иванов                                   | Россия               | Серебро | Тяжёлая атлетика, до 94 кг                              | Допинг |
| 2012 Лондон         | Илья Ильин                                         | Казахстан            | Золото  | Тяжёлая атлетика, до 94 кг                              | Допинг |
| 2012 Лондон         | Кристина Йову                                      | Молдова              | Бронза  | Тяжёлая атлетика, до 53 кг                              | Допинг |
| 2012 Лондон         | Юлия Калина                                        | Украина              | Бронза  | Тяжёлая атлетика, до 58 кг                              | Допинг |
| 2012 Лондон         | Ольга Каниськина                                   | Россия               | Серебро | Лёгкая атлетика, ходьба                                 | Допинг |
| 2012 Лондон         | Сергей Кирдяпкин                                   | Россия               | Золото  | Лёгкая атлетика, ходьба 50 км                           | Допинг |
| 2012 Лондон         | Евгения Колодко                                    | Россия               | Серебро | Лёгкая атлетика, толкание ядра                          | Допинг |
| 2012 Лондон         | Ирина Кулеша                                       | Беларусь             | Бронза  | Тяжёлая атлетика, до 75 кг                              | Допинг |
| 2012 Лондон         | Анатолий Кырыку                                    | Молдова              | Бронза  | Тяжёлая атлетика, до 94 кг                              | Допинг |
| 2012 Лондон         | Татьяна Лысенко                                    | Россия               | Золото  | Лёгкая атлетика, метание молота                         | Допинг |
| 2012 Лондон         | Майя Манеза                                        | Казахстан            | Золото  | Тяжёлая атлетика, до 63 кг                              | Допинг |
| 2012 Лондон         | Надежда Остапчук                                   | Беларусь             | Золото  | Лёгкая атлетика, толкание ядра                          | Допинг |
| 2012 Лондон         | Дарья Пищальникова                                 | Россия               | Серебро | Лёгкая атлетика, метание диска                          | Допинг |
| 2012 Лондон         | Светлана Подобедова                                | Казахстан            | Золото  | Тяжёлая атлетика, до 75 кг                              | Допинг |
| 2012 Лондон         | Александр Пятница                                  | Украина              | Серебро | Лёгкая атлетика, метание копья                          | Допинг |
| 2012 Лондон         | Сослан Тигиев                                      | Узбекистан           | Бронза  | Вольная борьба, до 74 кг                                | Допинг |
| 2012 Лондон         | Рипсиме Хуршудян                                   | Армения              | Бронза  | Тяжёлая атлетика, свыше 75 кг                           | Допинг |
| 2012 Лондон         | Зульфия Чиншанло                                   | Казахстан            | Золото  | Тяжёлая атлетика, до 53 кг                              | Допинг |
| 2012 Лондон         | Марина Шкерманкова                                 | Беларусь             | Бронза  | Тяжёлая атлетика, до 69 кг                              | Допинг |
| 2016 Рио-де-Жанейро | Михаил Алоян                                       | Россия               | Серебро | Бокс, до 52 кг                                          | Допинг |
| 2016 Рио-де-Жанейро | Иззат Артыков                                      | Кыргызстан           | Бронза  | Тяжёлая атлетика, до 69 кг                              | Допинг |
| 2016 Рио-де-Жанейро | Габриэл Сынкрэян                                   | Румыния              | Бронза  | Тяжёлая атлетика, до 85 кг                              | Допинг |
| 2018 Пхёнчхан       | Александр Крушельницкий                            | ОСР                  | Бронза  | Кёрлинг (смешанные пары)                                | Допинг |
| 2020 Токио          | Чиджинду Уджа                                      | Великобритания       | Серебро | Лёгкая атлетика (эстафета 4×100 метров)                 | Допинг |

## Список спортсменов (команд), лишённых решением МОК олимпийских медалей, однако позже возвращённых
По данным на 23 ноября 2014 года.
| Олимпиада      | Атлет                                   | Страна                          | Награда | Спортивный вид                    | Причина |
| -------------- | --------------------------------------- | ------------------------------- | ------- | --------------------------------- | --- |
| 1912 Стокгольм | Джим Торп                               | США                             | Золото  | Лёгкая атлетика, пятиборье        | Лишён медалей решением МОК 1913 года, восстановлен в правах чемпиона в 1983 году (через 30 лет после смерти). Поскольку на тот момент официального разрешения на выступление профессиональных спортсменов в Играх всё ещё не существовало, формальным основанием для восстановления в правах был тот факт, что дисквалификация состоялась больше чем через полгода после соревнований, тогда как правила 1912 года давали на вынесение подобных решений не более 30 дней |
| 1912 Стокгольм | Джим Торп                               | США                             | Золото  | Лёгкая атлетика, десятиборье      | Лишён медалей решением МОК 1913 года, восстановлен в правах чемпиона в 1983 году (через 30 лет после смерти). Поскольку на тот момент официального разрешения на выступление профессиональных спортсменов в Играх всё ещё не существовало, формальным основанием для восстановления в правах был тот факт, что дисквалификация состоялась больше чем через полгода после соревнований, тогда как правила 1912 года давали на вынесение подобных решений не более 30 дней |
| 1952 Хельсинки | Ингемар Юханссон                        | Швеция                          | Серебро | Бокс, вес свыше 81 кг             | По решению рефери за пассивное ведение боя в финальном поединке дисквалифицирован и лишён серебряной медали, в 1982 году МОК данное решение отменил и вернул медаль боксёру |
| 1964 Токио     | Марика Килиус и Ганс-Юрген Боймлер      | Объединённая германская команда | Серебро | Фигурное катание, парное катание  | Были лишены наград, после вскрытия факта подписания ими профессионального контракта накануне Олимпийских игр, в 1987 году решение было отменено, и награды были обратно возвращены фигуристам |
| 1998 Нагано    | Росс Ребальяти                          | Канада                          | Золото  | Сноуборд, гигантский слалом       | Проба на допинг, взятая сразу после окончания финального заезда, указала на наличие в крови следов марихуаны, что стало причиной дисквалификации спортсмена, однако через 32 часа решение было отменено, с формулировкой: хотя потребление каннабиса является серьёзной социальной проблемой, нет никаких юридических оснований для наказания канадца, согласно правилам МОК и ФИС.                                                                                      |
| 2000 Сидней    | Эстафетная сборная (кроме Марион Джонс) | США                             | Бронза  | Лёгкая атлетика, эстафета 4х100 м | После добровольного признания Марион Джонс в принятии допинга все участники эстафетной команды были лишены наград, однако в 2010 году Спортивный арбитражный суд в Лозанне (CAS) постановил вернуть бегуньям двух женских эстафетных сборных США медали, согласно решению суда правила МОК на 2000 год не предусматривали дисквалификацию всей команды из-за одного участника                                                                                            |
| 2000 Сидней    | Эстафетная сборная (кроме Марион Джонс) | США                             | Золото  | Лёгкая атлетика, эстафета 4х400 м | После добровольного признания Марион Джонс в принятии допинга все участники эстафетной команды были лишены наград, однако в 2010 году Спортивный арбитражный суд в Лозанне (CAS) постановил вернуть бегуньям двух женских эстафетных сборных США медали, согласно решению суда правила МОК на 2000 год не предусматривали дисквалификацию всей команды из-за одного участника                                                                                            |
| 2000 Сидней    | Мария Луиза Калле                       | Колумбия                        | Бронза  | Велоспорт, гонка по очкам         | После положительного результата пробы на допинг была дисквалифицирована и лишена награды, однако в 2005 году по решению Спортивного арбитражного суда в Лозанне (CAS) положительная проба допинга была признана ошибочной, и награда была возвращена спортсменке |
| 2008 Пекин     | Вадим Девятовский                       | Беларусь                        | Серебро | Лёгкая атлетика, метание молота   | В декабре 2008 года из-за повышенного содержания тестостерона решением МОК был лишён награды и подвергнут пожизненной дисквалификации. В июне 2010 года решения о дисквалификации были отменены Спортивным арбитражным судом в Лозанне (CAS) в связи с нарушениями, допущенными при проведении допинг-контроля, олимпийская медаль возвращена спортсмену |
| 2008 Пекин     | Иван Тихон                              | Беларусь                        | Бронза  | Лёгкая атлетика, метание молота   | В декабре 2008 года из-за повышенного содержания тестостерона решением МОК был лишён награды и подвергнут пожизненной дисквалификации. В июне 2010 года решения о дисквалификации были отменены Спортивным арбитражным судом в Лозанне (CAS) в связи с нарушениями, допущенными при проведении допинг-контроля, олимпийская медаль возвращена спортсмену |
| 2014 Сочи      | Никлас Бекстрём                         | Швеция                          | Серебро | Хоккей                            | Допинг проба, взятая у спортсмена после матча 1/4 финала дала положительный результат, спортсмен был отстранён от соревнований и дисквалифицирован. Однако в марте 2014 года МОК по результатам расследования установил, что в действиях спортсмена не было злого умысла, а запрещённое вещество попало в организм с противоаллергенным лекарством, прописанным докторами сборной. Серебряная медаль, которую в итоге выиграла сборная Швеции, была вручена спортсмену.  |

## Фотографии некоторых спортсменов, лишённых олимпийской медали
- Аад ван ден Хук
- Благой Благоев
- Марион Джонс
- Александр Лайпольд
- Андрея Рэдукан
- Лэнс Армстронг
- Тайлер Гамильтон
- Сьян О'Коннор
- Иван Тихон
- Ольга Пылёва
- Рашид Рамзи
- Джим Торп
- Ингемар Юханссон
- Марика Килиус